# 苏珊·布莱克利
苏珊·布莱克利（英語：Susan Blakely，1948年9月7日—），美国女演员。曾获得金球奖剧情类剧集最佳女主角。